# Because of Ghosts
Because of Ghosts es una banda de post-rock originaria de Melbourne, Australia.

## Historia

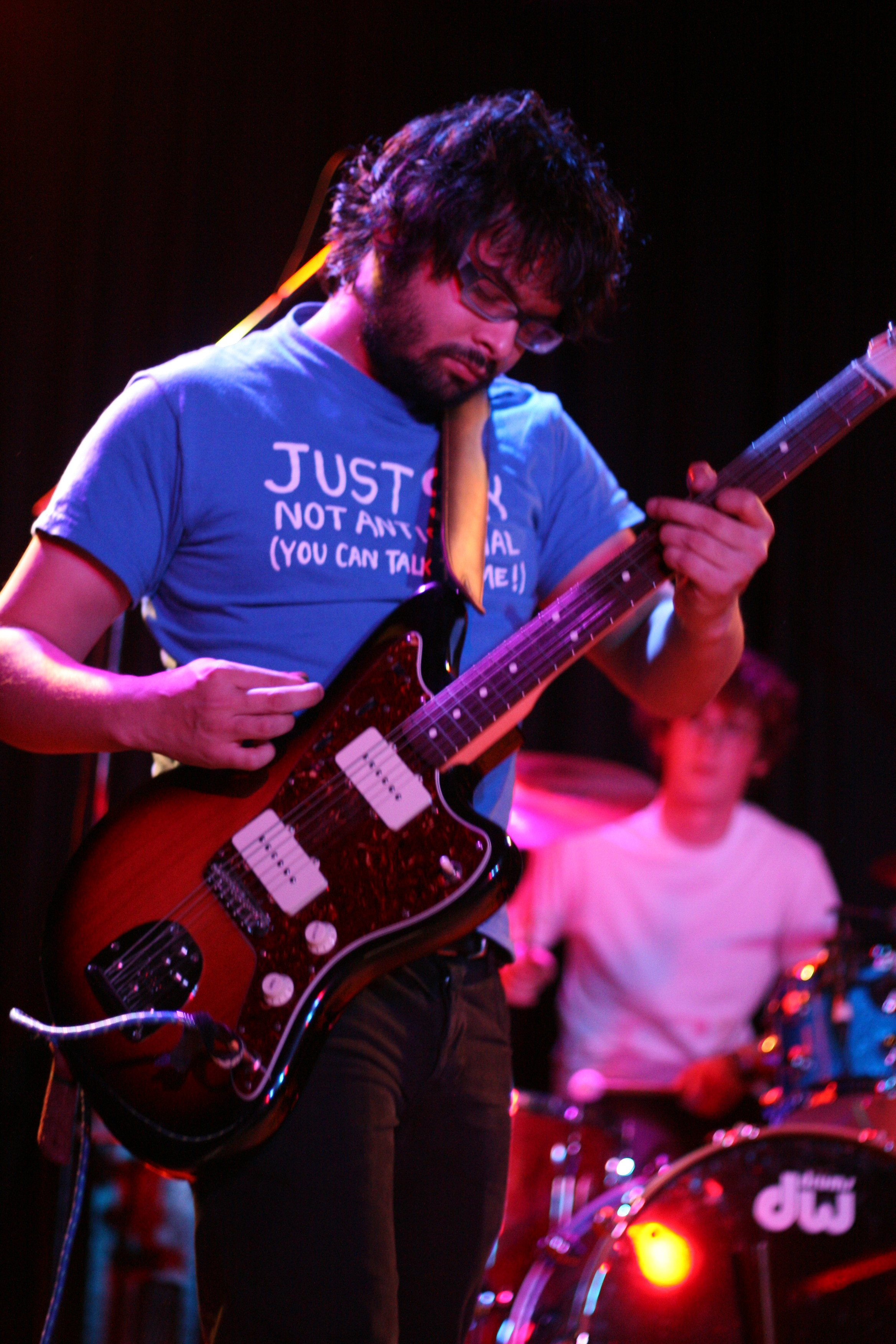
Reuben Stanton durante una presentación en vivo de Because of Ghosts.

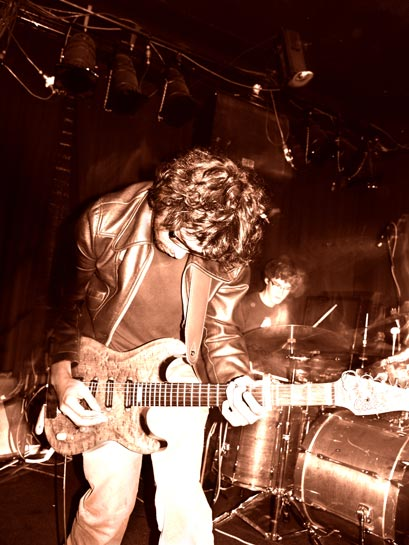
Durante una presentación en vivo en Corner Hotel, Melbourne.

Because of Ghosts ha estado desarrollando su propio estilo de rock instrumental desde fines de 2002, y muchas veces se la compara con bandas como Dirty Three o Godspeed You! Black Emperor.
Después de editar algunos demos bien recibidos por la crítica y el público, y un EP compartido junto a la banda Adlerseri, los hermanos Reuben, Domenic y Jacob grabaron y lanzaron de manera independiente un álbum llamado Make Amends With Your Adversary Before Dawn. Este álbum fue lanzado internacionalmente a través de la discográfica japonesa Wonderground Music.
En 2004, la banda lanzó un EP titulado Your House Is Built On A Frozen Lake. Este EP permitió a la banda ampliar su cantidad de fanáticos, a través de la venta de CD, la distribución en radios y las giras interestatales.
En octubre de 2004 fue lanzado el disco The Because Of Ghosts Live 12" With An Etching On Side B a través de Art School Dropout Records, el cual consistía en cuatro pistas grabadas en vivo en el Hopetoun de Sídney.
Los eventos más destacables del 2005 incluyen a Because of Ghosts como banda soporte del grupo estadounidense Tortoise en Melbourne y una satisfactoria gira en Tokio. La banda también firmó un contrato publicitario de 3 álbumes con Mushroom Music.
En febrero de 2006, debido a que las anteriores grabaciones de la banda fueron agotadas, se lanzó No More Reason, No More Doubt - Selected Recordings 2002 - 2004 a través de Art School Dropout Records. Este lanzamiento consistía en 11 pistas recopiladas de los anteriores discos y EP de la banda, además de algunas pistas en vivo.
Y finalmente en octubre de 2006 se lanzó en Australia y Nueva Zelanda el álbum debut de Because of Ghosts llamado The Tomorrow We Were Promised Yesterday a través de Feral Media. Este álbum fue la culminación de muchos meses de ardua producción, y estuvo acompañado de su primera gira nacional a fines de 2006.
En julio de 2007, la banda se presentó en algunos shows en Canadá. Hacia el final de la gira, se puso a la venta durante los shows un EP limitado que recopilaba pistas de sus mejores presentaciones en Canadá. Cada EP poseía un arte de tapa único dibujado a mano. Al finalizar el tour, la banda grabó un nuevo álbum en Hotel2Tango junto al productor Howard Bilerman en Montreal.

## Integrantes
- Reuben Stanton - Guitarra, acordeón, piano.
- Domenic Stanton - Bajo, vasos de vino, glockenspiel.
- Jacob Pearce - Percusión, sampleo, glockenspiel.

Los tres miembros de la banda tienen lazos de sangre. Domenic y Reuben son hermanos y Jacob es su medio hermano menor por parte de madre.

## Discografía
- Canada (EP) (2007)
- The Tomorrow We Were Promised Yesterday (2006)
- No More Reason, No More Doubt - Selected Recordings 2002 - 2004 (2006)
- My Palace Away From Shore - (2005) - 7" compartido con I Want A Hovercraft
- The Because Of Ghosts Live 12" With An Etching On Side B (2004)
- Your House Is Built On A Frozen Lake (2004)
- Make Amends With Your Adversary Before Dawn (2003)
- Small Signs And Wonders (2003) - EP con Adlerseri
- Because of Ghosts (EP) (2003)
- No More Reason, No More Doubt (EP) (2002)